# Барглув-Косьцельны (гмина)
Барглув-Косьцельны (пол. Bargłów Kościelny) — сельская гмина (волость) в Польше, входит как административная единица в Августовский повет, Подляское воеводство. Население — 5772 человека (на 2004 год). Административный центр гмины — деревня Барглув-Косьцельны.

## Демография
| Перепись                       | Всего   | Всего | Женщины | Женщины | Мужчины | Мужчины |
| ------------------------------ | ------- | ----- | ------- | ------- | ------- | ------- |
| Единицы                        | человек | %     | человек | %       | человек | %       |
| Население                      | 5772    | 100   | 2862    | 49,6    | 2910    | 50,4    |
| Плотность населения (чел./км²) | 30,8    | 30,8  | 15,3    | 15,3    | 15,5    | 15,5    |

## Сельские округа
1. Барглув-Дворны
2. Барглув-Косьцельны
3. Барглувка
4. Барще
5. Бжозувка
6. Булковизна
7. Дренство
8. Гурске
9. Юдзики
10. Коморники
11. Крошево
12. Крошувка
13. Куково
14. Лабентник
15. Нова-Камёнка
16. Новины-Баргловске
17. Пеньки
18. Помяны
19. Попово
20. Пруска
21. Решки
22. Румейки
23. Солистувка
24. Стара-Камёнка
25. Старе-Тайно
26. Таенко
27. Тайно-Ланове
28. Тайно-Подьезорне
29. Вулька-Карвовска
30. Зьробки

## Поселения
1. Кресы
2. Липово
3. Старе-Новины
4. Сосново

## Соседние гмины
1. Августов
2. Гонёндз
3. Калиново
4. Райгруд
5. Штабин